# FOMO
FOMO (ang. Fear of missing out, dosłownie strach przed tym, co nas omija) – lęk przed wypadnięciem z obiegu, który wiąże się z obawą, że coś naprawdę ciekawego i satysfakcjonującego dzieje się bez naszej wiedzy. Często związane z byciem offline, ale może pojawiać się także w innych sytuacjach, np. w pracy. Nazywany czasami chorobą cywilizacyjną. FOMO może być także stosowany w marketingu, np. wywołane przez sztuczną rzadkość. 

## Zobacz także
- higiena cyfrowa
- technostres